# 분류학
분류학(分類學, 영어: taxonomy) 또는 생물분류학(生物分類學)은 지구상에 살고 있는 생물의 계통과 종속을 특정 기준에 따라 나누어 정리하는 생물학의 한 분야이다.
분류학이 추구하는 목적은 크게 다음과 같이 간추려 볼 수 있다.
- 지구상에 현존하는 모든 생물체를 대상으로 한다.
- 이 모든 생물체에 대한 정보 수집을 통하여 그들의 계보역사의 재구성.
- 생물체에 관한 진화과정 및 관련학의 도움을 빌어 그의 원인추적.
- 관련 학문, 예컨대 생지질학, 생화학에 필요한 정보 제공.
- 생물학 관련 세부 분야, 예컨대 생물환경학, 유전학의 조직 혹은 분류체계 설정.
- 위의 분류체계 설정을 통하여 실제 생태계에서 필요로 하는 설계에 기여.

## 분류학의 유래
오늘날 알려지고 남겨진 문헌을 근거로 할 때 생물 분류학의 기원은 기원전 4세기의 고대 그리스로 거슬러 올라간다. 고대 그리스의 철학자 아리스토텔레스는 그의 스승인 플라톤의 "둘로 나누기 방법"(Dihairesis)을 처음으로 동물의 분류에 사용하였는데 이를테면 동물을 온혈 - 냉혈동물로 나누고 여기서 온혈동물을 다시 깃털을 가진 동물과 깃털이 없는 동물 등으로 나누어 동물학을 미흡하나마 처음으로 체계적으로 연구하였다. 아리스토텔레스의 제자인 테오프라스토스는 이와 같은 분류 방법을 식물계에 확장 응용하였으며, 이 분류방법은 그가 이끄는 페리파테토스학파에 의해 계속 연구 발전되었다. 약 2300년 전에 세워진 이와 같은 분류방법은 놀랍게도 18세기에 이르기까지 큰 변화 없이 그대로 쓰였다.
18세기에 들어서면서 생물분류법은 스웨덴의 식물학자 칼 폰 린네에 의해서 비로소 커다란 혁신을 하게 되었다. 이후 몇몇 국제 학술회의를 거쳐 린네에 의해 체계화되고 정의된 분류법을 바탕으로 오늘날 국제 학술상 통일적으로 쓰이고 있는 생물분류법이 정립되었다.

## 린네의 분류법
린네가 착안한 분류법의 핵심은 생물의 종과 속을 구분함과 더불어 이들의 소속관계를 체계적으로 밝히는 데에 있으며, 형식상 다음과 같은 원칙을 고수하고 있다.
- 종의 이름은 라틴어로 쓴다.
- 종의 이름 뒤에는 종의 특징을 12단어 이내로 간추려 기재한다.

## 같이 보기
- 생물 분류
- 분류군
- 존재론
- 계통분류학